# Anis Ben Jaled
Anis Ben Jaled –en árabe, أنيس بن خالد– (nacido el 3 de noviembre de 1979) es un deportista tunecino que compitió en judo. Ganó una medalla en los Juegos Panafricanos de 2015, y cinco medallas en el Campeonato Africano de Judo entre los años 2011 y 2021.

## Palmarés internacional
| Juegos Panafricanos | Juegos Panafricanos               | Juegos Panafricanos | Juegos Panafricanos |
| Año                 | Lugar                             | Medalla             | Categoría           |
| ------------------- | --------------------------------- | ------------------- | ------------------- |
| 2015                | Brazzaville (República del Congo) | Medalla de plata    | –100 kg             |
| Campeonato Africano |                                   |                     |                     |
| Año                 | Lugar                             | Medalla             | Categoría           |
| 2011                | Dakar (Senegal)                   | Medalla de plata    | –100 kg             |
| 2013                | Maputo (Mozambique)               | Medalla de bronce   | –100 kg             |
| 2016                | Túnez (Túnez)                     | Medalla de bronce   | –100 kg             |
| 2018                | Túnez (Túnez)                     | Medalla de bronce   | –100 kg             |
| 2021                | Dakar (Senegal)                   | Medalla de bronce   | +100 kg             |